# 名誉称号 (囲碁)
名誉称号（めいよしょうごう）とは、日本の囲碁の棋戦で特定の条件を満たした者に贈られる称号。

## 概要
棋戦で連続5期もしくは通算10期タイトルを獲得した棋士は、名誉称号を名乗る資格を得る。称号としては「名誉棋聖」などのように、タイトル名の前に「名誉」をつけたものが用いられる（本因坊に関しては後述）。名誉称号は現役で60歳以上に達したとき、もしくは引退時に名乗ることができる。現在は連続10期（本因坊戦のみ9期）以上タイトルを獲得した棋士は60歳未満で名乗ることができる。
複数の名誉称号を持つ棋士の場合、棋戦の序列が一番上の称号で記載されるか、「名誉三冠」などの名称で呼ばれる。名誉称号を保持している棋戦に出場する際は序列にかかわらず当該棋戦の名誉称号が優先される。また、名誉称号保持者が七大タイトルを奪取した際には、名誉称号ではなく保持しているタイトル名が優先される。たとえば、かつて藤沢秀行名誉棋聖が王座を奪取した際には「藤沢王座」と表記された。

### 将棋界との違い
囲碁の名誉称号に相当する資格として、将棋界では永世称号を用いている。また、囲碁界では全タイトルで一律連続5期か通算10期保持で資格を得られるのに対し、将棋界では棋戦によって永世称号資格が異なる。例えば将棋の棋戦で、名人・棋聖は通算5期で、竜王では連続5期あるいは通算7期で永世称号が与えられる一方、棋王は連続5期のみ、王将は通算10期のみとなっている（王位と王座は囲碁と同じ）。称号資格者は2024年9月時点で将棋界が11名、囲碁界が10名。この他、女流棋戦は囲碁が名誉称号、将棋はクイーン称号を用いている。一般棋戦では、NHKが主催社となって行われるNHK杯トーナメントにて、囲碁・将棋とも優勝10回で「名誉NHK杯選手権者」の称号が贈られる。

## 名誉称号に関する事柄
- 2023年現在、七大タイトルでは十段位のみ名誉称号者がいない。最多獲得は加藤正夫の通算7期、最長連覇は王立誠の4期。
- 七大タイトル戦で通算10期獲得を達成したのは、趙治勲と井山裕太の本因坊、加藤と井山の王座と井山の碁聖のみ。棋戦全体でも他に坂田栄男の日本棋院選手権者とNHK杯選手権者、橋本昌二の名誉関西棋院第一位のみである。
- 七大タイトル戦で連続10期獲得を達成したのは趙治勲（本因坊）と井山（本因坊）。
- 七大タイトルの名誉称号獲得は、ほとんど5連覇達成によってなされている。5連覇せずに、通算10期獲得して七大タイトルの名誉称号資格を受けたのは、井山裕太の王座のみである（2024年現在）。
- 七大タイトル名誉称号最多獲得者は井山の5つ（棋聖・王座・天元・本因坊・碁聖）。以下、小林光一が3つ（棋聖・名人・碁聖）、趙治勲が2つ（名人・本因坊）となっている。
- 名誉称号資格者の大竹英雄・石田芳夫・加藤・趙治勲・小林の5人は同じ木谷實門下である。

## 一覧
括弧のない棋士は名誉称号を名乗ることのできる棋士、括弧のある棋士は資格は得ているものの、現役では年齢が満たない棋士。

### 七大タイトル
| 名誉称号   | 該当者       | 達成         | 達成年                                   |
| ---------- | ------------ | ------------ | ---------------------------------------- |
| 名誉棋聖   | 藤沢秀行     | 6連覇        | 1977年 - 1982年                          |
| 名誉棋聖   | 小林光一     | 8連覇        | 1986年 - 1993年                          |
| 名誉棋聖   | （井山裕太） | 9連覇        | 2013年 - 2021年                          |
| 名誉名人   | 趙治勲       | 5連覇        | 1980年 - 1984年                          |
| 名誉名人   | 小林光一     | 7連覇        | 1988年 - 1994年                          |
| 名誉王座   | 加藤正夫     | 11期・8連覇  | 1979年 - 1980年、1982年 - 1989年、1993年 |
| 名誉王座   | （井山裕太） | 10期         |                                          |
| 名誉天元   | 林海峰       | 5連覇        | 1989年 - 1993年                          |
| 名誉天元   | （井山裕太） | 5連覇        | 2011年 - 2013年、2015年 - 2019年         |
| 永世本因坊 | 高川格       | 9連覇        | 1952年 - 1960年                          |
| 永世本因坊 | 坂田栄男     | 7連覇        | 1961年 - 1967年                          |
| 永世本因坊 | 石田芳夫     | 5連覇        | 1971年 - 1975年                          |
| 永世本因坊 | 趙治勲       | 12期・10連覇 | 1981年 - 1982年、1989年 - 1998年         |
| 永世本因坊 | 井山裕太     | 11連覇       | 2012年 - 2022年                          |
| 名誉碁聖   | 大竹英雄     | 6連覇        | 1980年 - 1985年                          |
| 名誉碁聖   | 小林光一     | 6連覇        | 1988年 - 1993年                          |
| 名誉碁聖   | （井山裕太） | 10期・6連覇  | 2012年 - 2017年、2021年 - 2024年         |
| 名誉十段   | －           |              |                                          |

### その他の棋戦
- 名誉日本棋院選手権者：坂田栄男
- 名誉NHK杯選手権者：坂田栄男
- 名誉関西棋院第一位：橋本昌二、（余正麒）
- 名誉女流本因坊 : （謝依旻、藤沢里菜）
- 名誉女流名人 : （謝依旻、藤沢里菜）
- 名誉女流棋聖 : （謝依旻）
- 名誉女流立葵杯 : （藤沢里菜）

### 永世本因坊
本因坊戦はかつて「名誉本因坊」の称号を用いていたが、1998年以降「○○世本因坊」という称号に変更した。家元制最後にして21世本因坊・本因坊秀哉の後に続く形で、1代ずつ加算する称号で呼ばれる。また本因坊保持者は、雅号を名乗るケースが多い。
なお本因坊9連覇の高川秀格は特例として1964年より現役で「名誉本因坊」を名乗ることが許されていた。また趙治勲も本因坊10連覇により、現役のまま60歳の誕生日を待たずして「二十五世本因坊」の名乗りを許された（現在は制度化）。
| 雅号               | 読み       | 名       |
| ------------------ | ---------- | -------- |
| 二十二世本因坊秀格 | しゅうかく | 高川格   |
| 二十三世本因坊栄寿 | えいじゅ   | 坂田栄男 |
| 二十四世本因坊秀芳 | しゅうほう | 石田芳夫 |
| 二十五世本因坊治勲 | ちくん     | 趙治勲   |
| 二十六世本因坊文裕 | もんゆう   | 井山裕太 |